# João Curcuas (catepano)
João Curcuas (em grego: Ἰωάννης Κουρκούας; romaniz.: Ioánnes Kourkoúas; em latim: Ioannes Curcuas) foi um oficial bizantino da família Curcuas do começo do século XI, ativo sob o imperador Basílio II (r. 976–1025). Assumiu a posição de catepano da Itália em maio de 1008 e a deteve até antes de maio de 1010, quando foi sucedido por Basílio Mesardonita. Em seu mandato, o notável Melo de Bari rebelou-se contra a autoridade do Império Bizantino no sul da Itália e Curcuas não conseguiu detê-lo, ficando a cargo de seus sucessores. As fontes ainda dizem que foi patrício e antípato.